# Scuola d'Italia Guglielmo Marconi
La Scuola d'Italia Guglielmo Marconi è un istituto scolastico di Manhattan, New York, che offre corsi dall'asilo nido alle superiori (liceo scientifico).
La scuola occupa un'ex residenza a 96th Street ed è stata progettata da Ogden Codman Jr e costruita da Robert L. Livingston.
Istituita dal governo italiano nel 1977, è stata riconosciuta solo nel 2006; è l'unica bilingue (inglese-italiano) del Nord America.